# ستيلا (ويسكونسن)
ستيلا (بالإنجليزية: Stella, Wisconsin)‏ هي بلدة تقع بولاية ويسكونسن في الولايات المتحدة. تبلغ مساحتها 96.6 (كم²)، وترتفع عن سطح البحر 491 م، بلغ عدد سكانها 633 نسمة في عام 2000 حسب إحصاء مكتب تعداد الولايات المتحدة وتصل الكثافة السكانية فيها 6.9 نسمة/كم2.

## وصلات خارجية
- http://www.tn.stella.wi.gov
- The US50 - Cities and Towns in Wisconsin State
- Wisconsin Cities and Towns, Facts, Map, Flag, Colleges, Government, and More